# Helvis de Ibelín
Helvis de Ibelín (después de 1178 – antes del 1 de junio de 1216) fue la hija de Balián de Ibelín y su esposa, María Comnena, que era la reina viuda de Jerusalén. Helvis fue miembro de la Casa de Ibelín. Fue la señora de Sidón por su primer y segundo matrimonio.

## Biografía
La madre de Helvis fue la viuda de Amalarico I de Jerusalén, lo que la hacía media hermana de la reina Isabel de Jerusalén. Helvis fue una de cuatro hermanos: aunque su orden de nacimiento es incierto, los manuscritos del Lignages d'Outremer sugieren que era la hija mayor, y posiblemente el mayor de los hijos. Sus abuelos maternos fueron Juan Comneno y su esposa María Taronitisa. Sus abuelos paternos fueron Barisán de Ibelín y su esposa Helvis de Ramla.
Los hermanos de Helvis fueron Juan de Ibelín, el viejo señor de Beirut, Margarita de Ibelín, y Felipe de Ibelín, regente de Chipre.
Helvis pasó sus primeros años en Jerusalén, aunque durante el asedio de la ciudad por Saladino en 1187, Helvis, su madre y sus hermanos fueron escoltados para vivir en Trípoli. Su padre, Balián se quedó en Jerusalén y negoció su rendición ante Saladino, pero después se unió a su familia en Trípoli. Luego fueron a Tiro, donde formaron el apoyo más fuerte de Conrado de Montferrato, que se casó con la media hermana de Helvis Isabel en noviembre de 1190.

### Primer matrimonio
Helvis primero se casó con Reinaldo de Sidón, un viudo que era cuarenta años mayor. Reinaldo había sido encarcelado por Saladino y se casó con Helvis poco después de su liberación en abril de 1190.
La pareja tuvo los siguientes hijos:
- Inés, se casó con Raúl de Tiberíades, senescal de Jerusalén (hijastro de Raimundo III de Trípoli).
- Fenie (Eufemia), se casó con Odón de Tiberíades, condestable de Trípoli, señor de Gogulat (hijastro de Raimundo III de Trípoli, hermano de Raúl).
- Balián, que se casó con Margarita de Brienne, y sucedió a Reinaldo en Sidón en 1202.

Reinaldo murió en 1202, dejando viuda a Helvis.

### Segundo matrimonio
Cuando Guido de Montfort llegó a Jaffa, participó en la expedición del rey Amalarico II de Jerusalén a Galilea. Amalarico premió los servicios de Guido organizando su matrimonio con Helvis. Se casaron en 1204.
La pareja tuvo los siguientes hijos:
- Felipe, que se quedó en Tierra Santa y se convirtió en señor de Tiro.
- Pernelle, que se convirtió en monja en la abadía de Saint-Antoine des Champs en París.

Estuvieran casados por doce años antes de la muerte de Helvis en 1214.